# Hermann (Missouri)
Hermann – miasto w Stanach Zjednoczonych, w stanie Missouri, w hrabstwie Gasconade.